# Opfer der Vergangenheit
Opfer der Vergangenheit ist ein deutscher Propagandafilm in der Form eines Dokumentarfilmes über erbkranken Nachwuchs, der im Jahr 1937 unter der Aufsicht des damaligen Reichsministeriums für Volksaufklärung und Propaganda entstand.
Opfer der Vergangenheit wirbt im Sinne der nationalsozialistischen „Rassenhygiene“ für die „Vernichtung lebensunwerten Lebens“, indem er deutlich zwischen gesundem und krankem „Erbmaterial“ unterscheidet.
Der Film ist Teil einer Reihe von sechs Produktionen, die vom Rassenpolitischen Amt der NSDAP finanziert wurden. Er wurde als Fortsetzung von Erbkrank gedreht und ist der einzige Tonfilm der Reihe.

## Inhalt
Eine Stimme aus dem Off belehrt zunächst, dass alles Leben ein Kampf ums Dasein sei und nur der Starke auf Dauer bestehen könne. Die Existenz von „Lebensschwachen“ dagegen sei „unwertes Leben“. Im Besonderen richtet sich dieser Vorwurf gegen den Betrieb von „Irrenhäusern“, von deren Bewohnern einige als Demonstrationsobjekte vorgeführt werden. Dies alles müsse nicht sein, „wenn man schon früher die Fortpflanzung erblich Belasteter verhindert hätte.“
Der Sprechertext des Filmes stellt die Verhütung erbkranken Nachwuchses als sittliches bzw. gar christliches Gebot dar. Sie bedeute „praktisch Nächstenliebe und höchste Achtung vor den gottgegebenen Naturgesetzen. Wer Unkraut verhindert, fördert das Wertvolle.“ Gegen das „Gesetz der natürlichen Auslese“ sei „furchtbar gesündigt worden“.
Die Finanzierung der Pflege von geistig „minderwertigen“ Verbrechern in Anstalten sei ein „Raubbau an deutschem Volksvermögen“; mit den Mitteln hätte man „vielleicht viele gesunde, kräftige, begnadete Kinder unseres Volkes in Beruf oder Leben […] ein Stück vorwärts bringen können“. Dabei erfolge auch ein Raubbau an „Geist und Seele“, da sich die Deutschen einzureden versuchten, dass „in der Aufopferung für das schlechteste und hilfloseste Leben unsere eigene Größe bestehen könnte“.
Des Weiteren empört sich der Sprecher über die Höhe der Pflegekosten von Kranken, woran die rhetorische Frage anschließt: „Wie viele gesunde Menschen hätten dafür siedeln können!“ Außerdem wird entrüstet festgestellt, dass „gesunde deutsche Volksgenossen“ selbst für die Unterbringung jüdischer Geisteskranker aufkommen müssten.
In einer eingefügten Spielhandlung lassen sich zwei Verlobte von einem Arzt untersuchen. Der Arzt belehrt die Braut, dass sie eine große Verantwortung habe, schließlich wolle sie auch Kinder, und diese sollten „gesunde, wertvolle Menschen“ werden. Deshalb müsse man nachforschen, ob das Erbgut der Vorfahren wertvoll sei. In der Zwischenzeit wird der Bräutigam von einem unzufriedenen „Mann von gestern“ belästigt. Am Ende gratuliert der Arzt dem Brautpaar.
Wieder werden körperliche und geistige Krüppel aller Art vorgeführt, während die Off-Stimme Unfruchtbarmachung als „humanes Mittel“ darstellt. Schließlich verkündet der Sprecher zu Bildern von turnenden deutschen Mädchen, die Errichtung einer eugenischen Gesellschaftsordnung sei gleichbedeutend mit der Restauration von gesellschaftlicher Gottesfurcht: „Wenn wir heute das große Gesetz von der Auslese mit humanen Mitteln künstlich wiederherstellen, dann stellen wir damit die Ehrfurcht vor den Gesetzen des Schöpfers wieder her und beugen uns vor seiner Ordnung.“

## Produktion und Veröffentlichung
Bei der Produktion führte Gernot Bock-Stieber Regie, der auch das Drehbuch schrieb, nach einer Idee von Rudolf Frercks, Hauptstellenleiter und zuständig für rassen- und erbbiologische Angelegenheiten im Rassenpolitischen Amt der NSDAP. Der Film wurde in sämtlichen 5.300 deutschen Kinos gezeigt. Bei der Uraufführung am 14. April 1937 im UFA-Pavillon am Nollendorfplatz in Berlin sprach der Reichsärzteführer und Leiter der Reichsärztekammer Gerhard Wagner, in dessen Auftrag der Film hergestellt worden war und der sich bereits auf dem NSDAP-Reichsparteitag von 1935 mit der „Euthanasie“ auseinandersetzte.
Der Film erhielt die Prädikate „staatspolitisch wertvoll“ und „volksbildend“.